# 奧利芬特群島
60°45′S 45°36′W / 60.750°S 45.600°W
奧利芬特群島（英語：Oliphant Islands）是南極洲的群島，位於西格尼島東南端古爾利半島以南，屬於南奧克尼群島的一部分，以伯明翰大學的物理學教授命名。